# 张福维
张福维（1962年—），广西钦州人，壮族，中华人民共和国政治人物、第十二届全国人民代表大会广西地区代表。
毕业于广西医科大学医疗专业。加入中国共产党。2013年，担任全国人大代表。